# Petri Stuhlfeier (Weisbach)

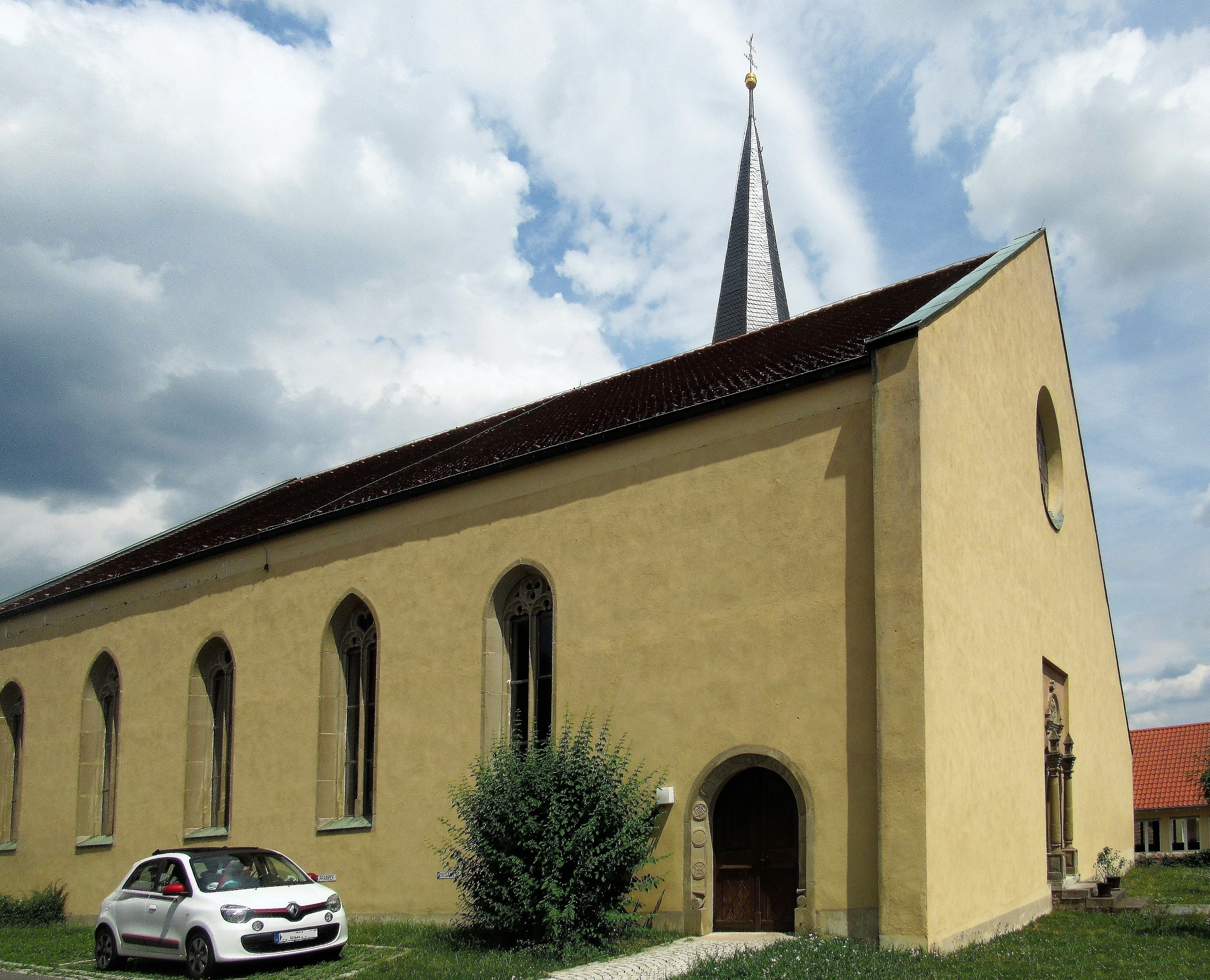
Die Kirche Petri Stuhlfeier in Weisbach

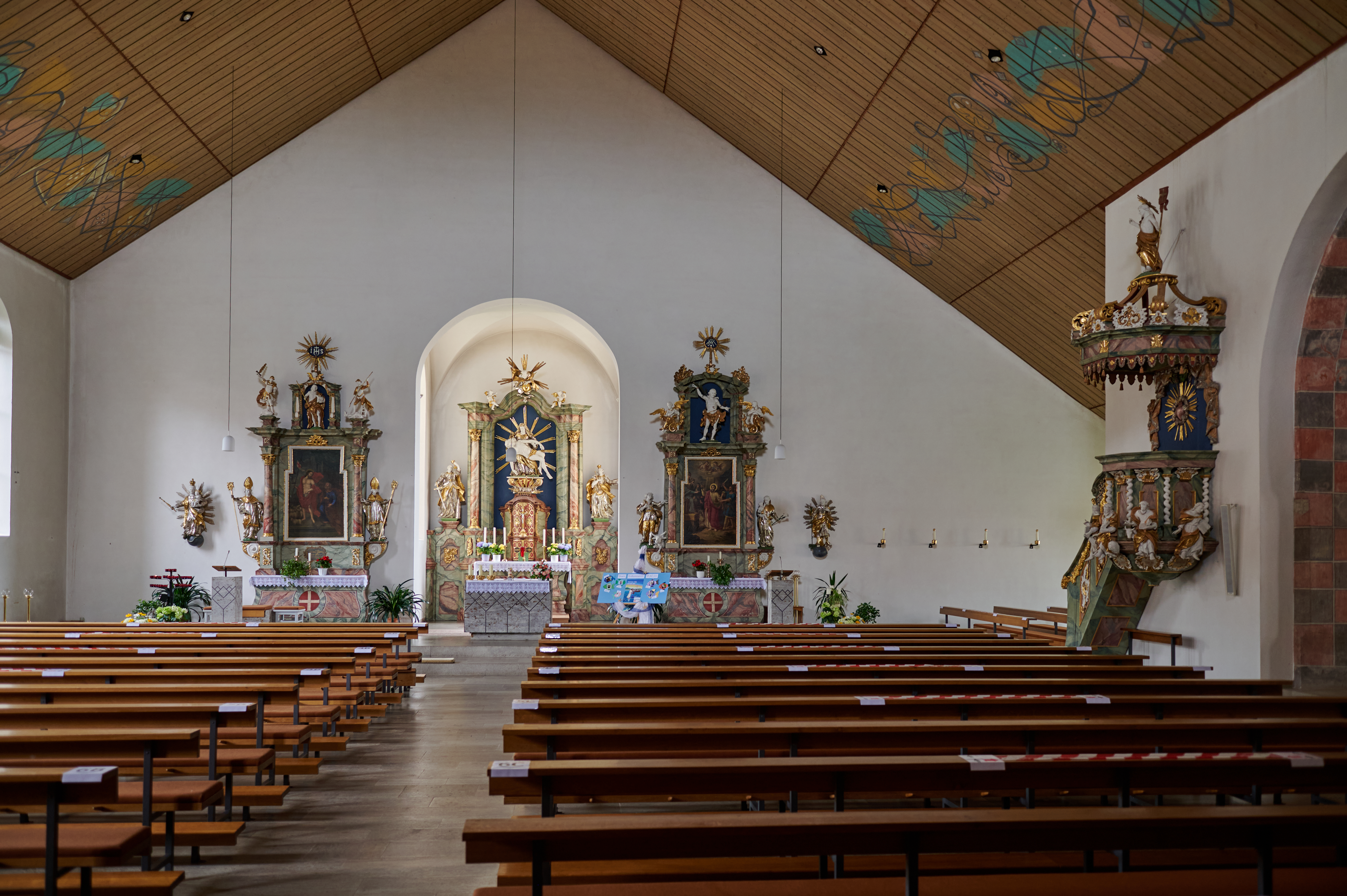
Kirchenraum mit neuem Chor

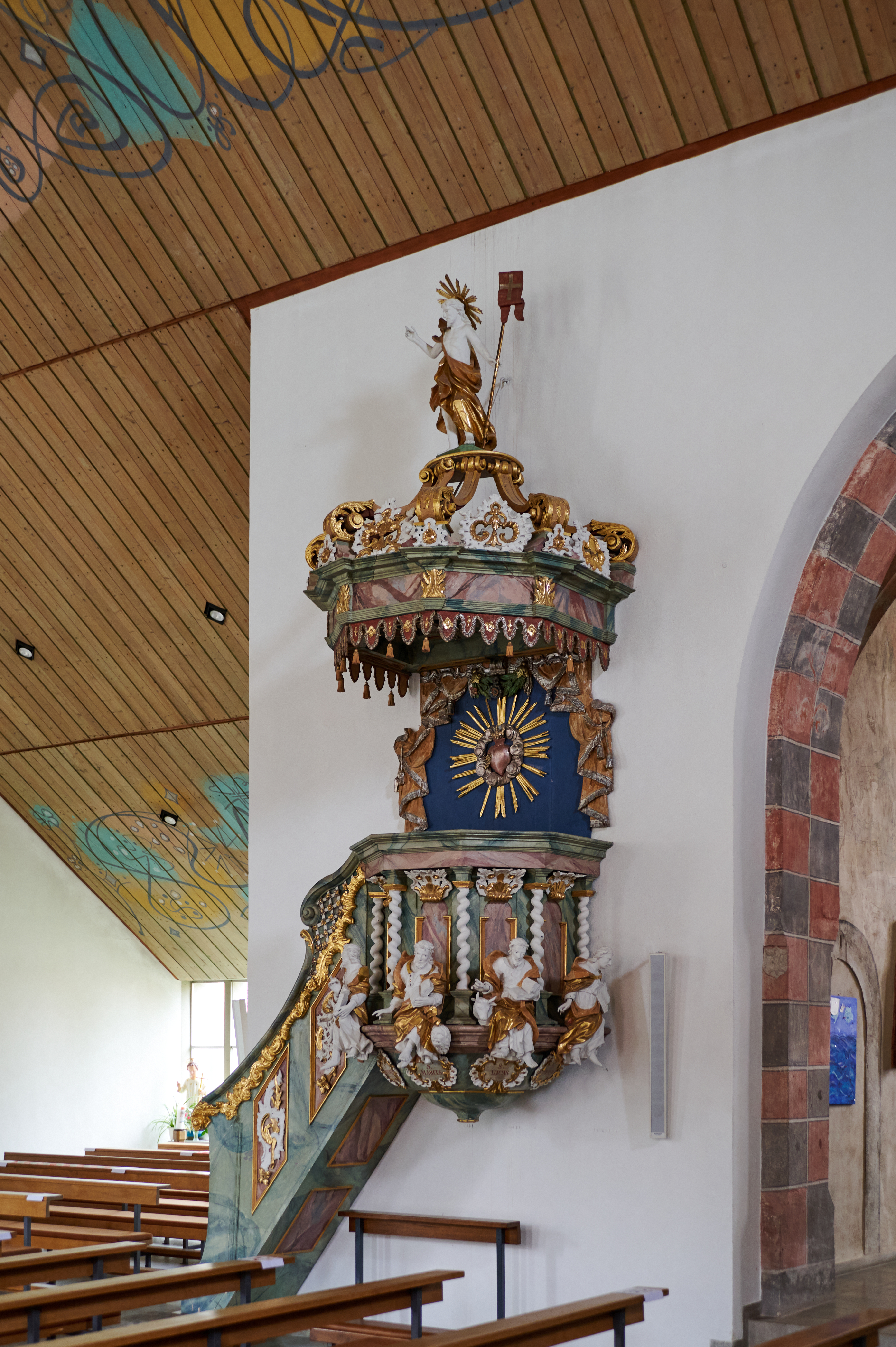
Kanzel und alter Chor

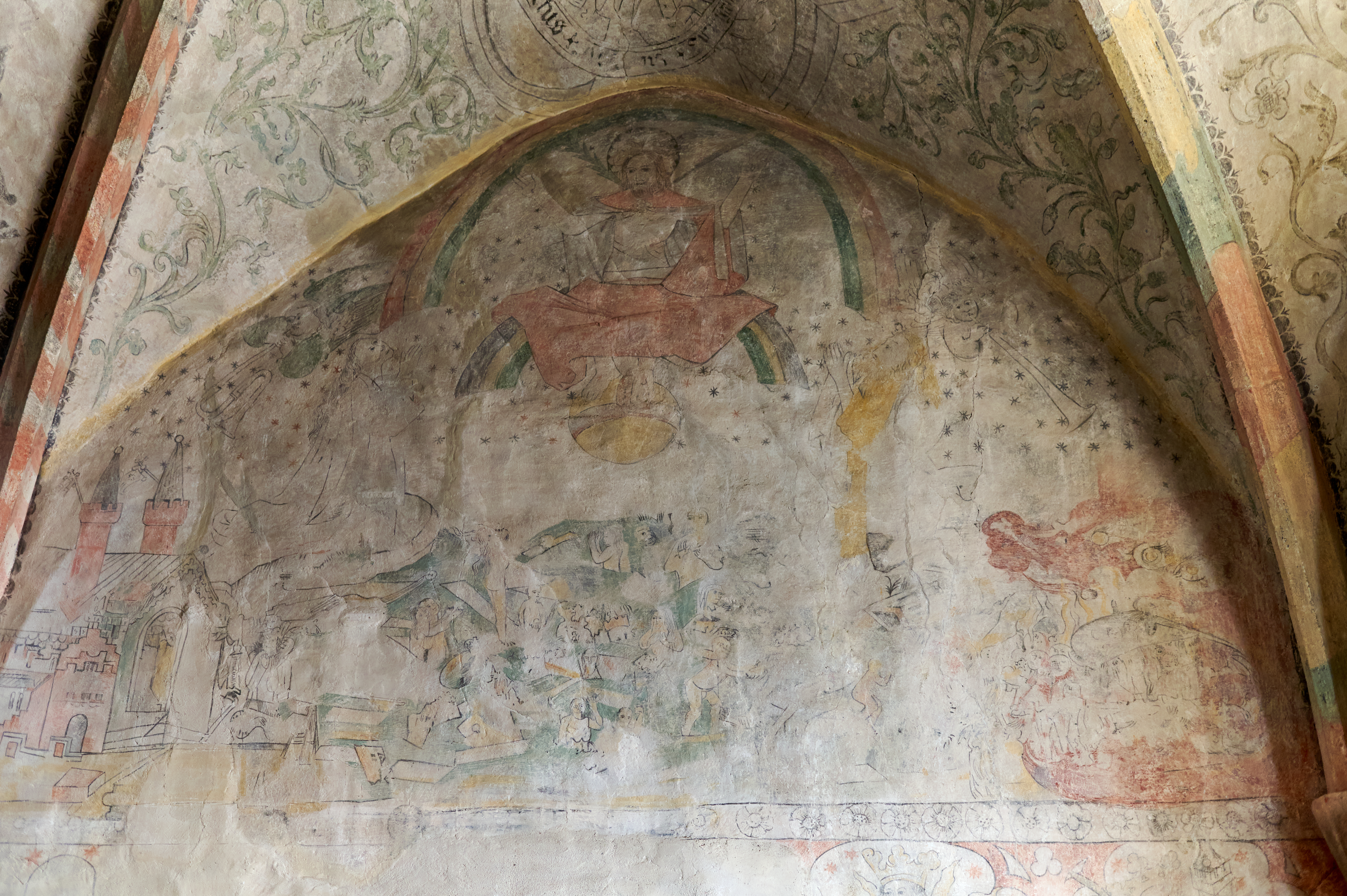
Fresken im Chorturm

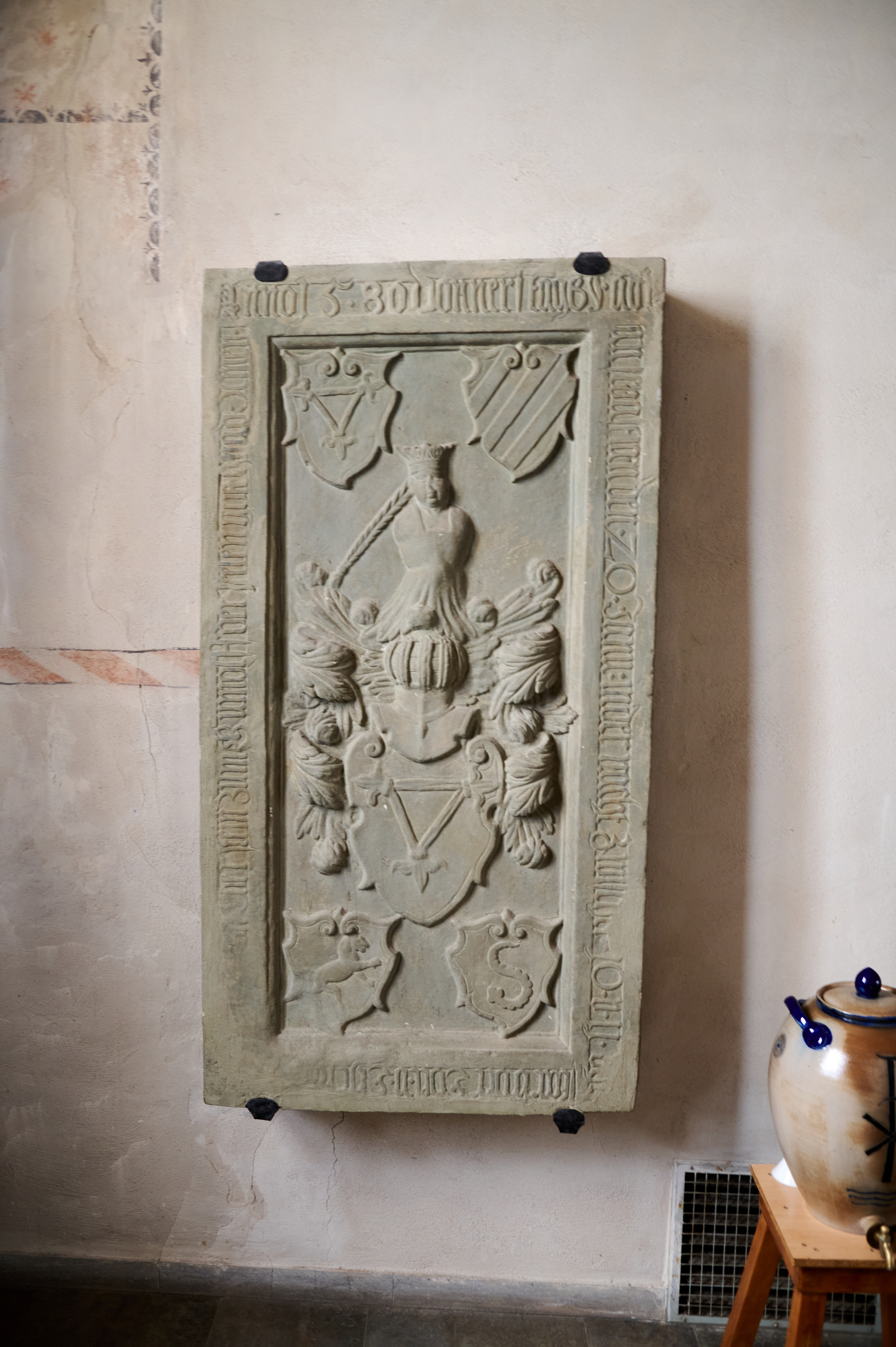
Epitaph

Die römisch-katholische Pfarrkirche Petri Stuhlfeier ist die Dorfkirche von Weisbach, einem Ortsteil von Oberelsbach im unterfränkischen Landkreis Rhön-Grabfeld. Die Kirche mit dem Patrozinium Kathedra Petri gehört zu den Baudenkmälern von Oberelsbach und ist zusammen mit dem Kirchhoftor unter der Nummer D-6-73-149-61 in der Bayerischen Denkmalliste registriert. Weisbach ist ein Teil der Pfarreiengemeinschaft „Immanuel – Hohe Rhön“.

## Geschichte
Weisbach war eine eigenständige Pfarrei mit der Filiale Ginolfs. Der Vorgängerbau der heutigen Kirche entstand im Jahr 1605 unter Bischof Julius Echter von Mespelbrunn. Zeitgleich wurde der Kirchturm erhöht, dessen untere Teile auf das 14. Jahrhundert zurückgehen. Die heutige Kirche wurde in den Jahren 1966 bis 1969 erbaut. Dabei wurden Teile der alten Kirche wiederverwendet.

## Beschreibung
Das neue Kirchengebäude ist nach Norden ausgerichtet und besitzt einen rechteckig geschlossenen Chor mit Kreuzgratgewölbe. Das Langhaus hat ein asymmetrisches Satteldach, das innen sichtbar ist. In die westliche Mauer des Langhauses wurden fünf spätgotische Fenster und ein Renaissanceportal der alten Kirche eingebaut. Ein weiteres Renaissanceportal mit Säulen und rundem Giebel findet sich in der südlichen Mauer. Das Untergeschoss des Kirchturms an der Ostseite mit Kreuzrippengewölbe diente früher als Chor. Es ist im Unterschied zum neuen runden Chorbogen durch einen Spitzbogen vom Langhaus abgetrennt. Der Kirchturm ist ein Julius-Echter-Turm mit spitzbogigen Schallfenstern. Das Obergeschoss des Kirchturms ist teilweise als Fachwerk ausgeführt, das heute verputzt ist.

## Ausstattung
Der Hochaltar, die Seitenaltäre und die Kanzel wurden um das Jahr 1750 im Stil des Rokoko geschaffen. Die Altäre sind zweisäulig aufgebaut. Am Hochaltar befindet sich eine Pietà über dem Tabernakel. Die Seitenaltäre sind mit Altarbildern versehen. An der Kanzel sind Figuren der vier Evangelisten zwischen gedrehten Säulchen angebracht. Im ehemaligen Chor erkennt man Fresken im Gewölbe. Dort befinden sich auch der Taufstein, eine Sakramentsnische und Grabmäler der Familie von Eberstein. Die Orgel ist auf der Empore an der Südseite aufgestellt. Außerhalb der Kirche ist ein Kirchhoftor mit der Jahreszahl 1613 erhalten. Auf einer Mauer, möglicherweise ein Bruchstück der Kirchhofmauer, ist eine Glocke aus dem Jahr 1415 befestigt.